# 검 (일본)

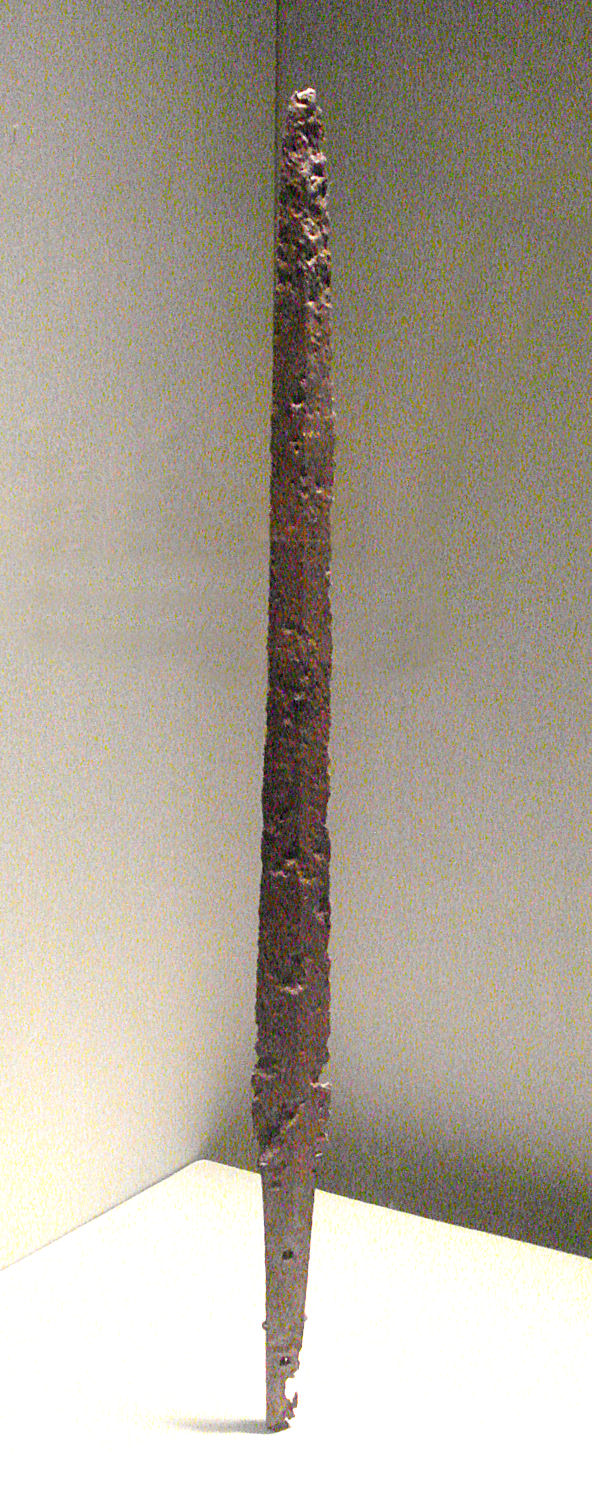
5세기 고훈 시대의 검.

검(일본어: 劍 츠루기[*])은 일본의 직선형 양날검이다. 고대에 사용되었으나 이후 외날검인 직도가 발달하면서 거의 쓰이지 않게 되었다.
신토의 삼신기 중 쿠사나기의 검이 유명하다.

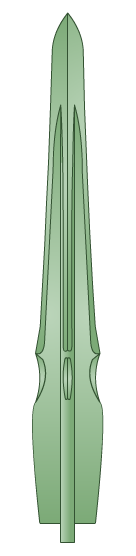
야요이 시대의 동검.